# Niphanda
Niphanda — род дневных бабочек из семейства голубянок (Lycaenidae). 

## Описание
Крылья самцов имеют почти треугольную форму, к вершине заострены. Крылья самок широкие, округлые.  Глаза волосатые. Булава усиков уплощенная. Верхняя сторона крыльев сверху коричневая (у самцов с небольшим фиолетовым отсветом), у самок иногда со слабыми просветами. Нижняя сторона крыльев коричневая с рисунком, состоящим из округлых и прямоугольных пятен, окруженных беловатыми полями.

## Ареал
Россия (Южное Прибайкалье, Восточное и Юго-Восточное Забайкалье, Приамурье, Приморье), Япония, Корея, Китай, Индия, Малайзия, Суматра, Ява, Филиппины, Таиланд, Мьянма.
На территории России обитает один вид рода — Нифанда тёмная.

## Виды

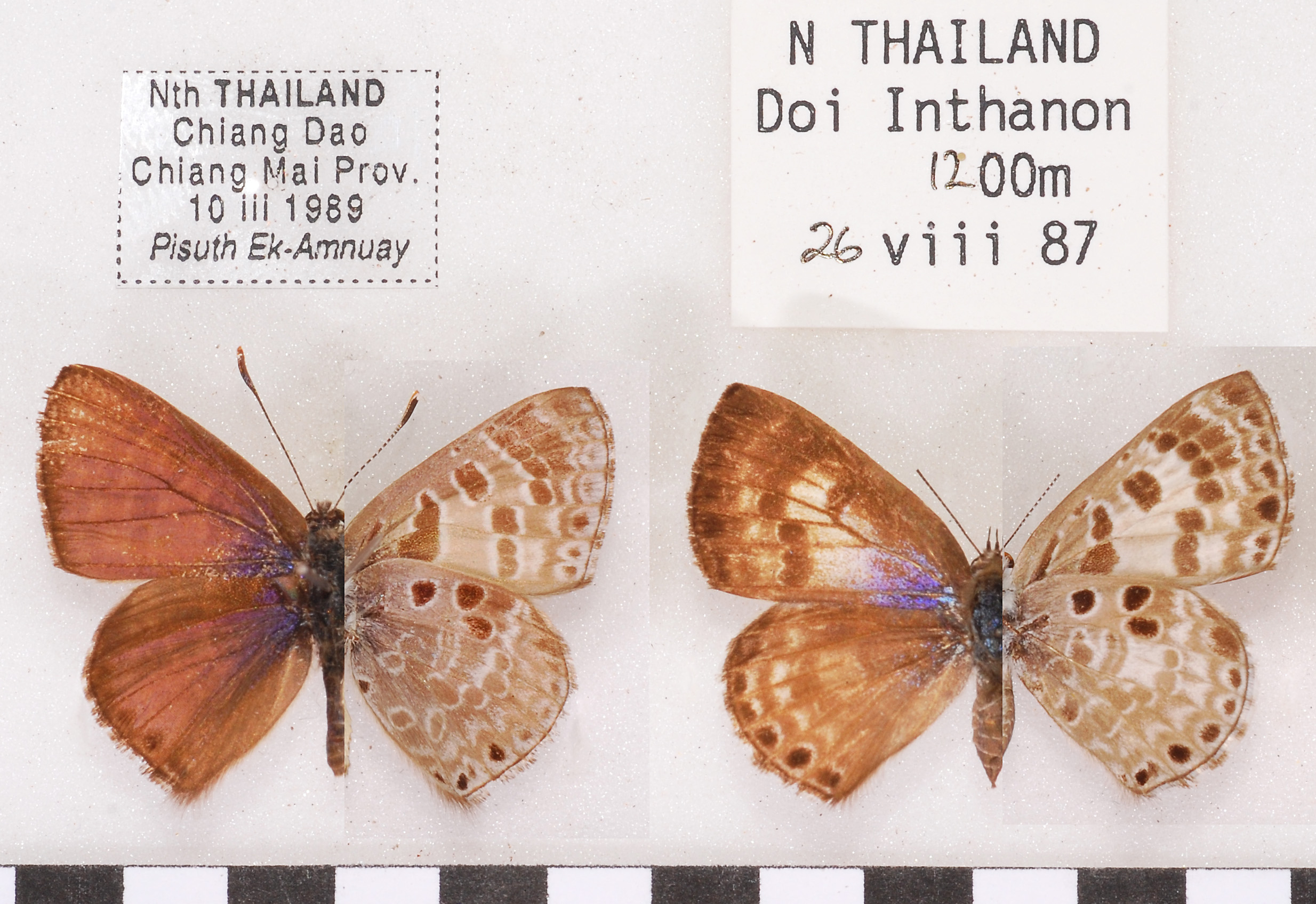
Niphanda asialis

- Niphanda asialis (de Nicéville, 1895)
- Niphanda cymbia de Nicéville, [1884]
- Niphanda fusca (Bremer & Grey, 1853)
- Niphanda stubbsi Howarth, 1956 .
- Niphanda tessellata Moore, [1875]
- Niphanda anthenoides Okubo, 2007